# Tempio di Ercole custode
Il Tempio di Ercole custode (in latino: Aedes Herculis Custodis) era un tempio romano dedicato a "Ercole il Guardiano". La sua posizione è sconosciuta e non sono stati trovati resti. 

## Descrizione storica
La sua storia non è chiara. Ovidio riporta che si trovava a ovest del Circo Flaminio: probabilmente fu costruito nello stesso periodo (intorno al 221 a.C.). Fu ricostruito da Lucio Cornelio Silla dopo aver consultato gli Oracoli sibillini. Questa consultazione degli oracoli e l'epiteto "Custode" sembra implicare che fu costruito e/o ricostruito in risposta a una grave crisi, sebbene non si sappia quale. 
Nel 218 a.C. il senato decretò una supplicatio nell'Aedes Herculi. Sebbene esistessero diversi templi di Ercole, questa probabilmente si riferisce proprio a quello di Ercole Custode. I decemviri ordinarono che una statua fosse installata nel tempio di Ercole Custode nel 189 a.C..
Nel IV secolo era forse ancora esistente.

Nel 1838 Antonio Nibby ne riporta la presenza dei resti della base 